# История Сергеевки
Сергеевка — село в Партизанском муниципальном округе Приморского края. Основано в 1895 году переселенцами из Полтавской и Черниговской губерний.
На территории Сергеевки и её окрестностей найдены фрагменты сосудов и керамики, относящиеся к мохэскому времени, эпохе Бохая, николаевско-смольнинской культуре и эпохе чжурчжэней.

## Дореволюционное время
Первыми поселенцами Сергеевки были выходцы из Полтавской и Черниговской губерний. В 1895 году переселенцы добирались в Приморье на пароходах Добровольного флота из Одессы. 30 мая 1895 года заведывающий переселением Н. С. Веденский уведомил начальника Южно-Уссурийского округа: «Мною разрешено сего числа переселенцам, из партии 1895 года образовать новое селение, под названием Сергеевка, на Сучане, выше Фроловки…». Основная группа прибыла в Сергеевку в конце июня — начале июля 1895 года, время позволило большинству переселенцев к ноябрю подготовиться к зиме и завершить строительство домов. 27—28 августа 1895 года сильные дожди вызвали наводнение. В связи с чем по поручению губернатора Приморской области, крестьянам Сергеевки были выданы пятилетние ссуды с возвратом без уплаты процентов. В 1896 году деревня пополнялась новыми переселенцами, в том числе из Полтавской и Черниговской губерний.
В 1901, 1902, 1906 и 1909 годах случились наводнения; а в 1905, 1908 и 1909 годах — засуха. 11 октября 1903 года в деревне освятили церковь Сергия Радонежского: деревня была преобразована в село. В феврале 1904 года жители села в связи с введённым военным положением вступили в Сучанскую дружину. В 1907 году открыто одноклассное училище. В 1908 году для защиты от банд хунхузов генерал-губернатором было принято решение о вооружении крестьян Сучанской волости, включая Сергеевку, винтовками. В 1915 году в селе проживало 75 русских семей: 554 человека, а также 47 семей корейцев: 219 человек. После вступления в силу Декрета об отделении церкви от государства церковь была опечатана.

## Гражданская война
Весной 1919 года началось восстание сучанских партизан. Сергеевские партизаны воевали под Веприно в Цемухинской долине, в Перетинском и Гордеевском боях, Майхинском рейде. База партизан находилась и в самой Сергеевке. В самом начале восстания в Сергеевке из крестьян выдвинулся в качестве вожака И. Коробков (Лебедев).

### Первый уездный съезд трудящихся

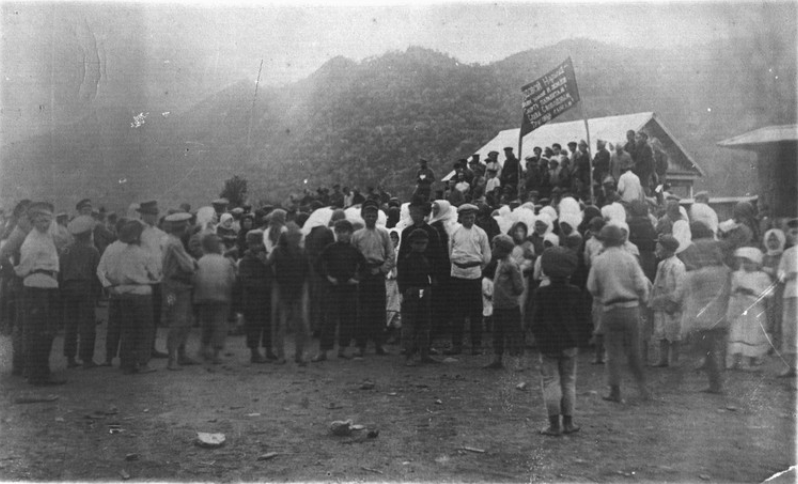
Митинг приморских партизан в Сергеевке. Июль 1919 года

С 27 июня по 3 июля 1919 года в деревянном здании школы, на месте которой позднее было заложено новое здание школы, для решения вопроса о восстановлении Советской власти в Приморье, вопросов политической и хозяйственной жизни в районах Приморья, занятых партизанами, и для согласования действий отрядов партизан проходил Первый уездный съезд трудящихся Ольгинского уезда. Председателем съезда был бывший секретарь Дальсовнаркома М. И. Губельман, заместителями председателя — А. Яременко и И. Слинкин, секретарями — коммунисты А. Фадеев, А. Фадеев, М. Титов, Г. Лобода и Зозуля. На съезде собрались 138 делегатов. На нём присутствовало 20 партизан, 92 крестьянина, 12 рабочих и другие — делегаты, избранные на волостных съездах уезда. Съезд постановил считать омское правительство Колчака врагом народа и беспощадно бороться с ним, единственной властью в России признать ВЦИК Советов рабочих, крестьянских и красноармейских депутатов и Совет Народных Комиссаров. 29 июня на съезд прибыл С. Лазо, рассказавший о боях под Романовкой. Лазо приезжал на съезд на несколько часов. Съезд принял решение об объединении всех партизан Приморья под командованием С. Лазо. На съезде был избран Областной Военно-революционный комитет, исполком Совета рабочих и крестьянских депутатов в уезде. Во время проведения съезда в 20 км от Сергеевки началось наступление интервентов и белогвардейцев.

### Дальнейшие события
В июле 1919 года в боях с американскими и японскими интервентами партизаны по приказу С. Лазо отступили в узкую молчановскую падь, где скопилось около двух тысяч партизан. В это время интервенты заняли Сергеевку и близлежащие деревни — Королёвку, Ястребовку, Алексеевку, Монакино. 15 июля в корейской фанзе под Королёвкой командиры партизан и члены Исполкома единодушно приняли решение уйти в тайгу. Осенью 1921 года на помощь каппелевцам в бухте Восток высадилась группа Сахарова, которые должны были пройти от Новолитовска до Сергеевки. Партизаны отошли к Сергеевке.
Во время гражданской войны в селе появился колчаковский офицер Пётр Сесько, бывший учителем местной школы. По его указанию были арестованы Табачук и Дураченко, сыновья которых ушли в партизаны. На старом сергеевском кладбище сохранились памятники партизанам.

## Советское время
В 1923 году трест «Дальлес» для поставки рудничных стоек на Сучанский рудник осуществлял заготовку леса вокруг Сергеевки. В феврале 1930 года образован колхоз «Смычка». В 1931 году из села были выселены пять кулацких семей. 14 февраля 1932 года на заседании сельсовета рассматривался вопрос о переоборудовании церкви в клуб. В 1932 году выселены ещё пять кулацких семей. Вскоре председатель Сергеевского сельсовета А. Ф. Чеботкевич был отправлен в лагерь. В 1933 году выселены ещё шесть кулацких семей.
В 1934 году железнодорожными войсками начато строительство железнодорожной ветки Сучан — Сергеевка, которая вступила в строй в 1941 году. Добыча золота увеличилась. Лесозаготовками вблизи Сергеевки занимались Сучанский леспромхоз, Дальгосрыбтрест и Древлеспромхимсоюз. В 1934 году выселены восемь кулацких семей. В 1935 году выселены ещё две кулацких семьи.
В 1940 году сергеевские колхозники отправились на выставку в Москву прямо из села на поезде. В 1940 году встал вопрос о возведении новой железнодорожной линии Сергеевка — Даубихе, которая должна была проходить по необжитым таёжным местам Сихотэ-Алиня. Изыскание и проектирование линии выполнялось проектным институтом Лентранспроект. Приказом НКПС было намечено приступить к строительству линии в 1941 году. Для этого на первом перегоне от станции Сергеевка построено земельное полотно и уложено пять км пути. В связи с переброской Особого корпуса железнодорожных войск на западные рубежи в 1941 году, строительство линии не было выполнено.
В начале 1940-х годов для 36-й отдельной бомбардировочной авиаэскадрильи на постоянном аэродроме Сергеевка Южная было построен жилой городок, эскадрильный домик, электросеть, бензохранилище, склад смазочных материалов. Для 1-го учебно-резервного авиаполка в Сергеевке построено железобетонное бомбоубежище на 50 человек. В апреле 1943 года ГКО СССР принял постановление о строительстве оперативных аэродромов и взлётно-посадочных полос. В Приморском крае для ВВС ТОФ к 1 ноября 1943 года планировалось построить новый аэродром в селе Сергеевка (№ 1654, Сергеевка Южная). В соответствии с тактико-техническим заданием и титульным списком строительства на аэродроме Сергеевка Южная были запланированы работы по возведению взлётно-посадочной полосы, лётного поля, командного пункта тоннельного типа, трёх складов-бомбохранилищ, трёх бензохранилищ, землянок для личного состава и прочего. Для бетонных работ на взлётно-посадочной полосе и рулёжных дорожках было решено использовать песчано-гравийную смесь из реки Сучан. При строительстве аэродрома Сергеевка Южная вместо командного пункта тоннельного типа был принят деревоземляной.
В августе—сентябре 1945 года авиация аэродромов Сергеевка Северная и Сергеевка Южная принимала участие в боевых действиях на территории Северной Кореи. В это время в Сергеевке Северной располагался 19-й истребительный авиационный полк, в Сергеевке Южной — 33-й бомбардировочный авиационный полк, 52-й минно-торпедный авиаполк и 35-й отдельный баэ.
Согласно «Официальному указателю пассажирских сообщений» (1956) курсировал грузо-пассажирский поезд № 706 и 707 Сучан — Сергеевка. В 1960 году на базе сергеевского и четырёх других колхозов образован совхоз «Партизанский». Спустя семь лет колхоз был награждён орденом Ленина. В 1967 году газета «Советское Приморье» рассказывала, что, Сергеевка широко раскинулась в долине и начала подниматься в сопки, множество предприятий создавали многоотраслевое село Сучанской долины: здесь работала лесобиржа, животноводческая ферма, на железнодорожную станцию приходили грузы для села и Лазовского района. В 1971 году по инициативе директора школы Д. М. Кузнецовой был открыт школьный краеведческий музей. Вторым музеем был музей лесничества, созданный директором Сергеевского лесничества Р. И. Радченко.
В указателе железнодорожных пассажирских сообщений 1977 года указан пригородный поезд № 6708 и № 6707 Партизанск — Сергеевка. Согласно расписанию на 1986—1987 годы, ежедневно курсировал поезд № 6708 Партизанск — Сергеевка (с промежуточными остановками: б/п 135 км и Лейтенант Гордеев); ежедневно ходили автобусы: № 286 Сергеевка — порт Восточный, № 287 Сергеевка — Лазо, № 287 Сергеевка — Находка, № 336 Слинкино — Сергеевка — Находка, № 363 Сергеевка — Владивосток; самолёт Ан-2 шесть раз в неделю выполнял рейс Владивосток — Сергеевка.

## Постсоветское время
В 1990 году состоялось открытие частного «Историко-археологического музея», созданного скульптором С. Н. Горпенко. В реализации замысла скульптора помогли руководители совхоза «Победа», которые предоставили ему помещение под музей и квартиру для проживания. Музей археологии занимал очень большое помещение в здании Дома культуры и два помещения в жилом доме. Узнав о создании музея, сергеевцы несли случайные находки в музей. В музее находились экспонаты с Николаевского городища, насчитывалось 2970 каменных изваяний. В музей приезжали учёные, археологи из Японии, Китая, Америки, Австралии. Горпенко завещал музей своему внуку. После смерти Горпенко в 2017 году внук распродал многие предметы из коллекции музея. Музей безвозвратно утрачен.
В 1995 году построена церковь. В начале 2000-х годов многие жители уехали из села. В 2018 году было два года, как прекращено сообщение по автобусному маршруту № 107 как нерентабельному между Партизанском и сёлами Сергеевка и Фроловка, откуда студенты ездили в Партизанское медучилище и горный техникум.